# 24 Heures du Mans 1990
Navigation
Édition précédente Édition suivante
Les 24 Heures du Mans 1990 sont la 58e édition de l'épreuve et se déroulent les 16 et 17 juin 1990 sur le circuit de la Sarthe.

## Nombre de pilotes qualifiés pour la course
145 pilotes se qualifient pour cette édition 1990 des 24 Heures du Mans mais un d'entre eux ne prendra pas le départ de la course à la suite du retrait d'une voiture.
| 33 Britanniques | 30 Français     | 15 Japonais   | 10 Allemands | 9 Italiens  |
| 7 Suédois       | 6 Américains    | 5 Belges      | 4 Suisses    | 3 Irlandais |
| 3 Sud-Africains | 2 Australiens   | 2 Autrichiens | 2 Canadiens  | 2 Espagnols |
| 2 Néerlandais   | 2 Néo-Zélandais | 1 Argentin    | 1 Brésilien  | 1 Chilien   |
| 1 Danois        | 1 Finlandais    | 1 Grec        | 1 Marocain   | 1 Norvégien |

## Déroulement de la course

### Classements intermédiaires
| Pos. | Après la 1re heure | Après la 1re heure                                                                  | Après 6 heures | Après 6 heures                                                                      | Après 12 heures | Après 12 heures                                                                       | Après 18 heures | Après 18 heures                                                                       |
| Pos. | n°                 | Voiture / Pilotes                                                                   | n°             | Voiture / Pilotes                                                                   | n°              | Voiture / Pilotes                                                                     | n°              | Voiture / Pilotes                                                                     |
| ---- | ------------------ | ----------------------------------------------------------------------------------- | -------------- | ----------------------------------------------------------------------------------- | --------------- | ------------------------------------------------------------------------------------- | --------------- | ------------------------------------------------------------------------------------- |
| 1    | 16                 | Repsol Brun Motorsport Porsche 962C (C1) Larrauri - Pareja - Brun                   | 1              | Silk Cut Jaguar / Tom Walkinshaw Racing Jaguar XJR-12 (C1) Brundle - Ferté - Leslie | 3               | Silk Cut Jaguar / Tom Walkinshaw Racing Jaguar XJR-12 (C1) Nielsen - Cobb - Brundle   | 3               | Silk Cut Jaguar / Tom Walkinshaw Racing Jaguar XJR-12 (C1) Nielsen - Cobb - Brundle   |
| 2    | 24                 | Nissan Motorsports International Nissan R90CK (C1) Blundell - Bailey - Brancatelli  | 16             | Repsol Brun Motorsport Porsche 962C (C1) Larrauri - Pareja - Brun                   | 83              | Nissan Performance Technology Inc. Nissan R90CK (C1) Brabham - Robinson - Daly        | 16              | Repsol Brun Motorsport Porsche 962C (C1) Larrauri - Pareja - Brun                     |
| 3    | 1                  | Silk Cut Jaguar / Tom Walkinshaw Racing Jaguar XJR-12 (C1) Brundle - Ferté - Leslie | 83             | Nissan Performance Technology Inc. Nissan R90CK (C1) Brabham - Robinson - Daly      | 2               | Silk Cut Jaguar / Tom Walkinshaw Racing Jaguar XJR-12 (C1) Lammers - Wallace - Konrad | 7               | Joest Porsche Racing Porsche 962C (C1) Stuck - Bell - Jelinski                        |
| 4    | 3                  | Silk Cut Jaguar / Tom Walkinshaw Racing Jaguar XJR-12 (C1) Nielsen - Cobb - Brundle | 4              | Silk Cut Jaguar / Tom Walkinshaw Racing Jaguar XJR-12 (C1) Jones - Ferté - Salazar  | 16              | Repsol Brun Motorsport Porsche 962C (C1) Larrauri - Pareja - Brun                     | 2               | Silk Cut Jaguar / Tom Walkinshaw Racing Jaguar XJR-12 (C1) Lammers - Wallace - Konrad |
| 5    | 83                 | Nissan Performance Technology Inc. Nissan R90CK (C1) Brabham - Robinson - Daly      | 3              | Silk Cut Jaguar / Tom Walkinshaw Racing Jaguar XJR-12 (C1) Nielsen - Cobb - Brundle | 23              | Nissan Motorsports International Nissan R90CP (C1) Hasemi - Hoshino - Suzuki          | 45              | Alpha Racing Team Porsche 962C (C1) Needell - Sears - Reid                            |

### Classement final de la course

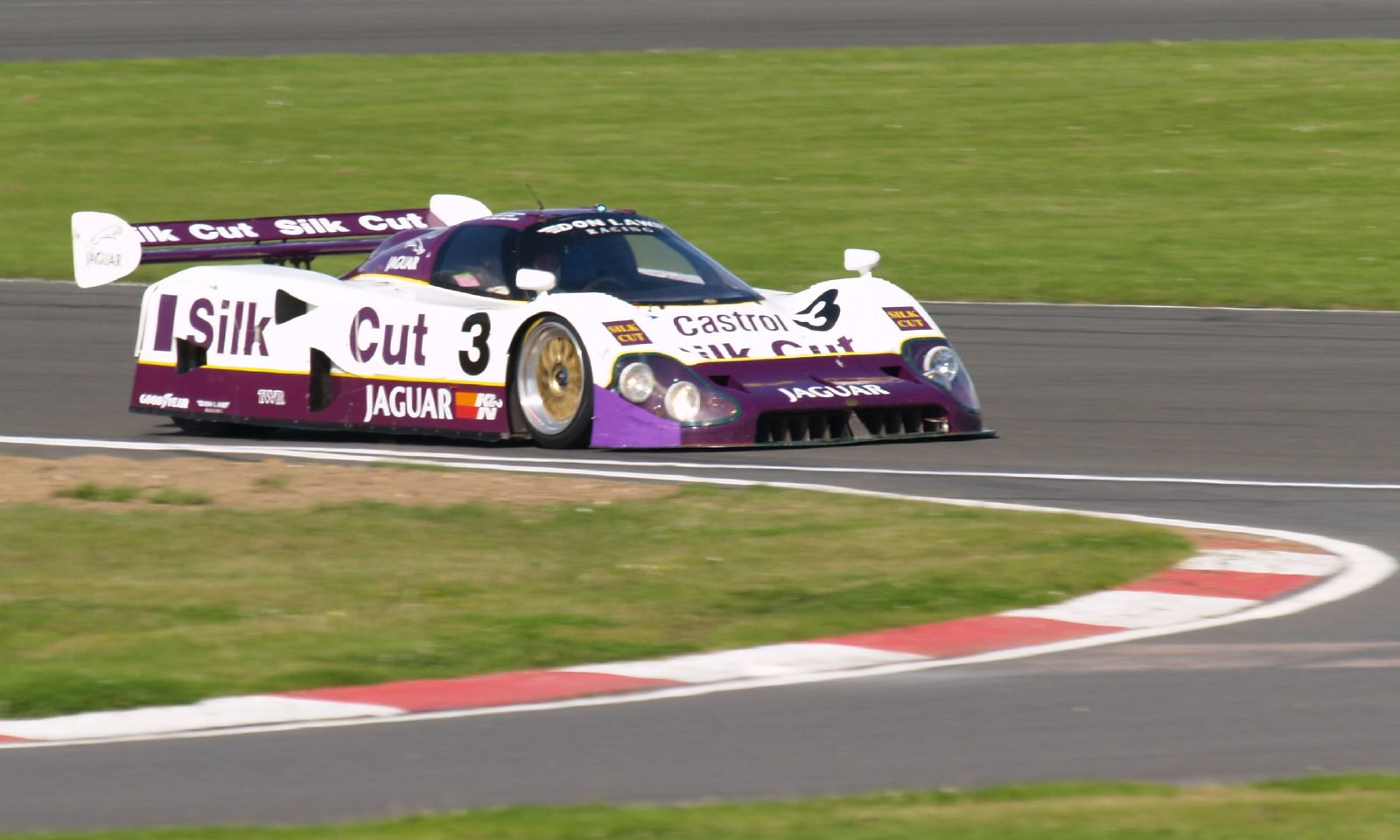
La Jaguar XJR-12, victorieuse de l'édition 1990 (présentée ici à Silverstone en 2007).

Voici le classement officiel au terme des 24 heures de course.
- Les vainqueurs de chaque catégorie sont signalés par un fond jauni.
- Pour la colonne Pneus, il faut passer le curseur au-dessus du modèle pour connaître le manufacturier de pneumatiques.

| Pos.  | Catégorie | N°  | Écurie                                | Pilotes                                                  | Châssis                            | Pneus | Tours |
| Pos.  | Catégorie | N°  | Écurie                                | Pilotes                                                  | Moteur                             | Pneus | Tours |
| ----- | --------- | --- | ------------------------------------- | -------------------------------------------------------- | ---------------------------------- | ----- | ----- |
| 1     | C1        | 3   | Silk Cut Jaguar Tom Walkinshaw Racing | John Nielsen Price Cobb Martin Brundle                   | Jaguar XJR-12                      | G     | 359   |
| 1     | C1        | 3   | Silk Cut Jaguar Tom Walkinshaw Racing | John Nielsen Price Cobb Martin Brundle                   | Jaguar 7.0L V12                    | G     | 359   |
| 2     | C1        | 2   | Silk Cut Jaguar Tom Walkinshaw Racing | Jan Lammers Andy Wallace Franz Konrad                    | Jaguar XJR-12                      | G     | 355   |
| 2     | C1        | 2   | Silk Cut Jaguar Tom Walkinshaw Racing | Jan Lammers Andy Wallace Franz Konrad                    | Jaguar 7.0L V12                    | G     | 355   |
| 3     | C1        | 45  | Alpha Racing Team                     | Tiff Needell David Sears (en) Anthony Reid               | Porsche 962C                       | Y     | 352   |
| 3     | C1        | 45  | Alpha Racing Team                     | Tiff Needell David Sears (en) Anthony Reid               | Porsche Type-935 3.0L Turbo Flat-6 | Y     | 352   |
| 4     | C1        | 7   | Joest Porsche Racing                  | Hans-Joachim Stuck Derek Bell Frank Jelinski             | Porsche 962C                       | M     | 350   |
| 4     | C1        | 7   | Joest Porsche Racing                  | Hans-Joachim Stuck Derek Bell Frank Jelinski             | Porsche Type-935 3.0L Turbo Flat-6 | M     | 350   |
| 5     | C1        | 23  | Nissan Motorsports International      | Masahiro Hasemi Kazuyoshi Hoshino Toshio Suzuki          | Nissan R90CP                       | D     | 348   |
| 5     | C1        | 23  | Nissan Motorsports International      | Masahiro Hasemi Kazuyoshi Hoshino Toshio Suzuki          | Nissan VRH35Z 3.5L Turbo V8        | D     | 348   |
| 6     | C1        | 36  | Toyota Team Tom's                     | Geoff Lees Masanori Sekiya Hitoshi Ogawa                 | Toyota 90C-V                       | B     | 347   |
| 6     | C1        | 36  | Toyota Team Tom's                     | Geoff Lees Masanori Sekiya Hitoshi Ogawa                 | Toyota R32V 3.2L Turbo V8          | B     | 347   |
| 7     | C1        | 13  | Courage Compétition                   | Pascal Fabre Michel Trollé Lionel Robert                 | Cougar C24S                        | G     | 347   |
| 7     | C1        | 13  | Courage Compétition                   | Pascal Fabre Michel Trollé Lionel Robert                 | Porsche Type-935 3.0L Turbo Flat-6 | G     | 347   |
| 8     | C1        | 9   | Joest Porsche Racing                  | Louis Krages Stanley Dickens Bob Wollek                  | Porsche 962C                       | M     | 346   |
| 8     | C1        | 9   | Joest Porsche Racing                  | Louis Krages Stanley Dickens Bob Wollek                  | Porsche Type-935 3.0L Turbo Flat-6 | M     | 346   |
| 9     | C1        | 27  | Obermaier Racing                      | Jürgen Lässig Pierre Yver Otto Altenbach                 | Porsche 962C                       | G     | 341   |
| 9     | C1        | 27  | Obermaier Racing                      | Jürgen Lässig Pierre Yver Otto Altenbach                 | Porsche Type-935 3.0L Turbo Flat-6 | G     | 341   |
| 10    | C1        | 15  | Brun Motorsport                       | Harald Huysman Massimo Sigala Bernard Santal             | Porsche 962C                       | Y     | 335   |
| 10    | C1        | 15  | Brun Motorsport                       | Harald Huysman Massimo Sigala Bernard Santal             | Porsche Type-935 3.0L Turbo Flat-6 | Y     | 335   |
| 11    | C1        | 44  | Richard Lloyd Racing                  | John Watson Bruno Giacomelli Allen Berg                  | Porsche 962C                       | G     | 335   |
| 11    | C1        | 44  | Richard Lloyd Racing                  | John Watson Bruno Giacomelli Allen Berg                  | Porsche Type-935 3.0L Turbo Flat-6 | G     | 335   |
| 12    | C1        | 33  | Team Schuppan Omron Racing            | Hurley Haywood Wayne Taylor Rickard Rydell               | Porsche 962C                       | D     | 332   |
| 12    | C1        | 33  | Team Schuppan Omron Racing            | Hurley Haywood Wayne Taylor Rickard Rydell               | Porsche Type-935 3.0L Turbo Flat-6 | D     | 332   |
| 13    | C1        | 63  | Trust Racing Team                     | George Fouché Steven Andskär Shunji Kasuya (en)          | Porsche 962C                       | D     | 330   |
| 13    | C1        | 63  | Trust Racing Team                     | George Fouché Steven Andskär Shunji Kasuya (en)          | Porsche Type-935 3.0L Turbo Flat-6 | D     | 330   |
| 14    | C1        | 6   | Joest Porsche Racing                  | Jean-Louis Ricci Henri Pescarolo Jacques Laffite         | Porsche 962C                       | G     | 328   |
| 14    | C1        | 6   | Joest Porsche Racing                  | Jean-Louis Ricci Henri Pescarolo Jacques Laffite         | Porsche Type-935 3.0L Turbo Flat-6 | G     | 328   |
| 15    | C1        | 55  | Team Schuppan Omron Racing            | Eje Elgh Thomas Danielsson (en) Tomas Mezera (en)        | Porsche TS962                      | D     | 326   |
| 15    | C1        | 55  | Team Schuppan Omron Racing            | Eje Elgh Thomas Danielsson (en) Tomas Mezera (en)        | Porsche Type-935 3.0L Turbo Flat-6 | D     | 326   |
| 16    | C1        | 11  | Porsche Kremer Racing                 | Patrick Gonin Philippe Alliot Bernard de Dryver          | Porsche 962CK6                     | Y     | 319   |
| 16    | C1        | 11  | Porsche Kremer Racing                 | Patrick Gonin Philippe Alliot Bernard de Dryver          | Porsche Type-935 3.0L Turbo Flat-6 | Y     | 319   |
| 17    | C1        | 84  | Nissan Performance Technology Inc.    | Steve Millen (en) Michael Roe Bob Earl                   | Nissan R90CK                       | G     | 311   |
| 17    | C1        | 84  | Nissan Performance Technology Inc.    | Steve Millen (en) Michael Roe Bob Earl                   | Nissan VRH35Z 3.5L Turbo V8        | G     | 311   |
| 18    | C1        | 21  | Spice Engineering                     | Fermín Vélez Tim Harvey (en) Chris Hodgetts              | Spice SE90C                        | G     | 308   |
| 18    | C1        | 21  | Spice Engineering                     | Fermín Vélez Tim Harvey (en) Chris Hodgetts              | Ford Cosworth DFZ 3.5L V8          | G     | 308   |
| 19    | C1        | 20  | Team Davey                            | Max Cohen-Olivar Giovanni Lavaggi Tim Lee-Davey          | Porsche 962C                       | D     | 306   |
| 19    | C1        | 20  | Team Davey                            | Max Cohen-Olivar Giovanni Lavaggi Tim Lee-Davey          | Porsche Type-935 3.0L Turbo Flat-6 | D     | 306   |
| 20    | GTP       | 203 | Mazdaspeed Co. Ltd.                   | Tim Takashi Yorino Yoshimi Katayama Yojiro Terada        | Mazda 787                          | D     | 304   |
| 20    | GTP       | 203 | Mazdaspeed Co. Ltd.                   | Tim Takashi Yorino Yoshimi Katayama Yojiro Terada        | Mazda R26B 2.6L 4-Rotor            | D     | 304   |
| 21    | C2        | 116 | PC Automotive                         | Richard Piper Olindo Iacobelli Mike Youles               | Spice SE89C                        | G     | 304   |
| 21    | C2        | 116 | PC Automotive                         | Richard Piper Olindo Iacobelli Mike Youles               | Ford Cosworth DFL 3.3L V8          | G     | 304   |
| 22    | C1        | 82  | Courage Compétition                   | Hervé Regout Alain Cudini Costas Los                     | Nissan R89C                        | G     | 300   |
| 22    | C1        | 82  | Courage Compétition                   | Hervé Regout Alain Cudini Costas Los                     | Nissan VRH35Z 3.5L Turbo V8        | G     | 300   |
| 23    | C2        | 102 | Graff Racing                          | Xavier Lapeyre Jean-Philippe Grand Michel Maisonneuve    | Spice SE89C                        | G     | 291   |
| 23    | C2        | 102 | Graff Racing                          | Xavier Lapeyre Jean-Philippe Grand Michel Maisonneuve    | Ford Cosworth DFL 3.3L V8          | G     | 291   |
| 24    | C1        | 10  | Porsche Kremer Racing                 | Kunimitsu Takahashi Sarel van der Merwe Hideki Okada     | Porsche 962CK6                     | Y     | 279   |
| 24    | C1        | 10  | Porsche Kremer Racing                 | Kunimitsu Takahashi Sarel van der Merwe Hideki Okada     | Porsche Type-935 3.0L Turbo Flat-6 | Y     | 279   |
| 25    | C2        | 103 | Team Mako                             | Robbie Stirling James Shead Ross Hyett                   | Spice SE88C                        | G     | 274   |
| 25    | C2        | 103 | Team Mako                             | Robbie Stirling James Shead Ross Hyett                   | Ford Cosworth DFL 3.3L V8          | G     | 274   |
| 26    | C1        | 19  | Team Davey                            | Kasunori Iketani Patrick Trucco Pierre de Thoisy         | Porsche 962C                       | D     | 261   |
| 26    | C1        | 19  | Team Davey                            | Kasunori Iketani Patrick Trucco Pierre de Thoisy         | Porsche Type-935 3.0L Turbo Flat-6 | D     | 261   |
| 27    | C2        | 131 | GP Motorsport                         | Richard Jones (en) Dudley Wood Stephen Hynes             | Spice SE87C                        | G     | 260   |
| 27    | C2        | 131 | GP Motorsport                         | Richard Jones (en) Dudley Wood Stephen Hynes             | Ford Cosworth DFL 3.9L V8          | G     | 260   |
| 28    | C2        | 132 | GP Motorsport                         | Craig Simmiss Alistair Fenwick Alex Postan               | Tiga GC289                         | G     | 255   |
| 28    | C2        | 132 | GP Motorsport                         | Craig Simmiss Alistair Fenwick Alex Postan               | Ford Cosworth DFL 3.9L V8          | G     | 255   |
| Abd.  | C1        | 16  | Brun Motorsport                       | Oscar Larrauri Jesús Pareja Walter Brun                  | Porsche 962C                       | Y     | 353   |
| Abd.  | C1        | 16  | Brun Motorsport                       | Oscar Larrauri Jesús Pareja Walter Brun                  | Porsche Type-935 3.0L Turbo Flat-6 | Y     | 353   |
| Abd.  | C1        | 4   | Silk Cut Jaguar Tom Walkinshaw Racing | Davy Jones Michel Ferté Eliseo Salazar                   | Jaguar XJR-12                      | G     | 282   |
| Abd.  | C1        | 4   | Silk Cut Jaguar Tom Walkinshaw Racing | Davy Jones Michel Ferté Eliseo Salazar                   | Jaguar 7.0L V12                    | G     | 282   |
| Abd.  | C2        | 128 | Chamberlain Engineering               | Philippe de Henning Charles Zwolsman Sr. Robin Donovan   | Spice SE90C                        | G     | 255   |
| Abd.  | C2        | 128 | Chamberlain Engineering               | Philippe de Henning Charles Zwolsman Sr. Robin Donovan   | Ford Cosworth DFZ 3.5L V8          | G     | 255   |
| Abd.  | C1        | 83  | Nissan Performance Technology Inc.    | Geoff Brabham Chip Robinson Derek Daly                   | Nissan R90CK                       | G     | 251   |
| Abd.  | C1        | 83  | Nissan Performance Technology Inc.    | Geoff Brabham Chip Robinson Derek Daly                   | Nissan VRH35Z 3.5L Turbo V8        | G     | 251   |
| Abd.  | C1        | 38  | Toyota Team SARD                      | Pierre-Henri Raphanel Roland Ratzenberger Naoki Nagasaka | Toyota 90C-V                       | D     | 241   |
| Abd.  | C1        | 38  | Toyota Team SARD                      | Pierre-Henri Raphanel Roland Ratzenberger Naoki Nagasaka | Toyota R32V 3.2L Turbo V8          | D     | 241   |
| Abd.  | C1        | 1   | Silk Cut Jaguar Tom Walkinshaw Racing | Martin Brundle Alain Ferté David Leslie                  | Jaguar XJR-12                      | G     | 220   |
| Abd.  | C1        | 1   | Silk Cut Jaguar Tom Walkinshaw Racing | Martin Brundle Alain Ferté David Leslie                  | Jaguar 7.0L V12                    | G     | 220   |
| Abd.  | C1        | 85  | Team LeMans                           | Takao Wada Anders Olofsson Maurizio Sandro Sala          | Nissan R89C                        | Y     | 182   |
| Abd.  | C1        | 85  | Team LeMans                           | Takao Wada Anders Olofsson Maurizio Sandro Sala          | Nissan VRH35Z 3.5L Turbo V8        | Y     | 182   |
| Abd.  | C1        | 43  | Richard Lloyd Racing                  | Manuel Reuter JJ Lehto James Weaver                      | Porsche 962C GTi                   | G     | 181   |
| Abd.  | C1        | 43  | Richard Lloyd Racing                  | Manuel Reuter JJ Lehto James Weaver                      | Porsche Type-935 3.0L Turbo Flat-6 | G     | 181   |
| Abd.  | C2        | 107 | Pierre-Alain Lombardi                 | Pierre-Alain Lombardi Denis Morin Ferdinand de Lesseps   | Spice SE87C                        | G     | 170   |
| Abd.  | C2        | 107 | Pierre-Alain Lombardi                 | Pierre-Alain Lombardi Denis Morin Ferdinand de Lesseps   | Ford Cosworth DFY 3.0L V8          | G     | 170   |
| Abd.  | C2        | 105 | ADA Engineering                       | Ian Harrower John Sheldon Jerry Mahony                   | ADA 02B                            | G     | 164   |
| Abd.  | C2        | 105 | ADA Engineering                       | Ian Harrower John Sheldon Jerry Mahony                   | Ford Cosworth DFL 3.3L V8          | G     | 164   |
| Abd.  | GTP       | 201 | Mazdaspeed Co. Ltd.                   | Volker Weidler Bertrand Gachot Johnny Herbert            | Mazda 787                          | D     | 148   |
| Abd.  | GTP       | 201 | Mazdaspeed Co. Ltd.                   | Volker Weidler Bertrand Gachot Johnny Herbert            | Mazda R26B 2.6L 4-Rotor            | D     | 148   |
| Abd.  | GTP       | 202 | Mazdaspeed Co. Ltd.                   | Stefan Johansson David Kennedy Pierre Dieudonné          | Mazda 787                          | D     | 147   |
| Abd.  | GTP       | 202 | Mazdaspeed Co. Ltd.                   | Stefan Johansson David Kennedy Pierre Dieudonné          | Mazda R26B 2.6L 4-Rotor            | D     | 147   |
| Abd.  | C1        | 24  | Nissan Motorsports International      | Mark Blundell Julian Bailey Gianfranco Brancatelli       | Nissan R90CK                       | D     | 142   |
| Abd.  | C1        | 24  | Nissan Motorsports International      | Mark Blundell Julian Bailey Gianfranco Brancatelli       | Nissan VRH35Z 3.5L Turbo V8        | D     | 142   |
| Abd.  | GTP       | 230 | MOMO Gebhardt Racing                  | Giampiero Moretti Nick Adams Günther Gebhardt            | Porsche 962C                       | G     | 138   |
| Abd.  | GTP       | 230 | MOMO Gebhardt Racing                  | Giampiero Moretti Nick Adams Günther Gebhardt            | Porsche Type-935 3.0L Turbo Flat-6 | G     | 138   |
| Abd.  | C1        | 26  | Obermaier Racing                      | Jürgen Oppermann Harald Grohs Marc Duez                  | Porsche 962C                       | G     | 140   |
| Abd.  | C1        | 26  | Obermaier Racing                      | Jürgen Oppermann Harald Grohs Marc Duez                  | Porsche Type-935 3.0L Turbo Flat-6 | G     | 140   |
| Abd.  | C1        | 54  | Mussato Action Cars                   | Massimo Monti Fabio Magnani                              | Lancia LC2                         | D     | 86    |
| Abd.  | C1        | 54  | Mussato Action Cars                   | Massimo Monti Fabio Magnani                              | Ferrari 308C 3.0L Turbo V8         | D     | 86    |
| Abd.  | C1        | 37  | Toyota Team Tom's                     | Aguri Suzuki Johnny Dumfries Roberto Ravaglia            | Toyota 90C-V                       | B     | 64    |
| Abd.  | C1        | 37  | Toyota Team Tom's                     | Aguri Suzuki Johnny Dumfries Roberto Ravaglia            | Toyota R32V 3.2L Turbo V8          | B     | 64    |
| Abd.  | C1        | 12  | Courage Compétition                   | Bernard Thuner Alain Iannetta Pascal Pessiot             | Cougar C24S                        | G     | 57    |
| Abd.  | C1        | 12  | Courage Compétition                   | Bernard Thuner Alain Iannetta Pascal Pessiot             | Porsche Type-935 3.0L Turbo Flat-6 | G     | 57    |
| Abd.  | C2        | 113 | Etablissements Chereau                | Philippe Farjon Jean Messaoudi                           | Cougar C20                         | G     | 43    |
| Abd.  | C2        | 113 | Etablissements Chereau                | Philippe Farjon Jean Messaoudi                           | Porsche Type-935 2.8L Turbo Flat-6 | G     | 43    |
| Abd.  | C2        | 106 | Automobiles Louis Descartes           | François Migault Gérard Tremblay Jacques Heuclin         | ALD C289                           | D     | 36    |
| Abd.  | C2        | 106 | Automobiles Louis Descartes           | François Migault Gérard Tremblay Jacques Heuclin         | Ford Cosworth DFL 3.3L V8          | D     | 36    |
| Abd.  | C1        | 25  | Nissan Motorsports International      | Kenny Acheson Martin Donnelly Olivier Grouillard         | Nissan R90CK                       | D     | 0     |
| Abd.  | C1        | 25  | Nissan Motorsports International      | Kenny Acheson Martin Donnelly Olivier Grouillard         | Nissan VRH35Z 3.5L Turbo V8        | D     | 0     |
| N. p. | C1        | 8   | Joest Porsche Racing                  | Bob Wollek Jonathan Palmer Philippe Alliot               | Porsche 962C                       | M     | -     |
| N. p. | C1        | 8   | Joest Porsche Racing                  | Bob Wollek Jonathan Palmer Philippe Alliot               | Porsche Type-935 3.0L Turbo Flat-6 | M     | -     |

## Pole position et record du tour
- Pole position : Mark Blundell sur no 24 Nissan R 90 CK - Nissan Motorsports en 3 min 27 s 020.
- Meilleur tour en course : Bob Earl sur no 84 Nissan R 90 CK - Nissan Motorsports en 3 min 40 s 030.

## Tours en tête
- no 24 Nissan R 90 CK - Nissan Motorsports : 39 (1-3 / 17-20 / 25-33 / 38-46 / 51-59 / 63-67)
- no 16 Porsche 962 C - Brun Motorsport : 30 (4-10 / 13-16 / 21-23 / 37 / 77 / 103-115 / 144)
- no 23 Nissan R 90 CP - Nissan Motorsports : 2 (11-12)
- no 2 Jaguar XJR 12 - Silk Cut Jaguar : 2 (24 / 50)
- no 1 Jaguar XJR 12 - Silk Cut Jaguar : 23 (34-36 / 47-49 / 60-61 / 72 / 81-88 / 90-95)
- no 3 Jaguar XJR 12 - Silk Cut Jaguar : 204 (62 / 157-359)
- no 83 Nissan R 90 CK - Nissan Motorsports : 47 (68-71 / 78-80 / 116-143 / 145-156)
- no 4 Jaguar XJR 12 - Silk Cut Jaguar : 12 (73-76 / 89 / 96-102)

## À noter
- Longueur du circuit : 13,600 km
- Distance parcourue : 4 882,400 km
- Vitesse moyenne : 204,036 km/h
- Écart avec le 2e : 54,400 km
- 240 000 spectateurs
- La ligne droite des Hunaudières est divisée en trois portions par la réalisation de deux chicanes qui ont pour but de limiter la recherche de vitesse maximale par des réductions d'appuis aérodynamiques trop importantes.